# Presbytère de Juigné-sur-Loire
Le presbytère de Juigné-sur-Loire est un presbytère situé à Juigné-sur-Loire, en France.

## Localisation
Ce presbytère est situé dans le département français de Maine-et-Loire, sur la commune de Juigné-sur-Loire.

## Historique
L'édifice date des XVIIe – XVIIIe siècles, et sert de presbytère.
Il est inscrit au titre des monuments historiques en 1965.